# DONちち!
『DONちち!』（ドンちち）は、2013年5月17日からケーブルテレビ会社のテレビ岸和田が自社のコミュニティチャンネルで放送された地域密着型の情報番組。
2018年3月30日5年間の歴史に幕を閉じた。

## 放送時間帯
本放送は、毎週金曜日午後5時からの1時間の生放送。その他の時間帯で、再放送多数。

## 公開生放送
第五金曜日がある時には、浪切ホール（岸和田市）の小ホールで、入場無料の公開生放送も行っている。

## 主な出演者
- 達淳一

タレント、総合司会。ニュースは真面目に。しかし、各コーナーでは、レギュラー陣に突っ込みも。
- きのせひかる

タレント、アシスタント。「エンタメDON！」コーナーを担当。多彩な表情と変幻自在のぶりっ子ポーズで、番組を盛り上げる。
- 近松健二

浪切ホール館長、御意見番。「エンタメDON！」コーナーを担当。
- 篠原かいし

漫才師、第一週レギュラー。番組開始当初から2014年3月第一週までは「あなたのお宝・自慢のモノDONなの？」コーナー、2014年4月第一週からは「かいしの今月のプレゼントDONなの？」コーナーを担当。
- しげまん・ひでまん

漫才師、第二週レギュラー。番組開始当初から「ひでまん・しげまん の いってこい生中継」コーナーを担当。DONちち! ロゴの入った炊飯器を持って、取材に出かける。
- 駒井まち

タレント。2014年4月から、ひでまん・しげまん に次ぐ第二週レギュラーとして出演。
- 朋未

モデル、第三週レギュラー。番組開始当初から「今月のスイーツ」コーナーを担当。
- 辻イト子

女優、漫才師、第四週レギュラー。番組開始当初から「街ぶら！イト子が行く」コーナーを担当。自称、大阪のおばちゃんで、あちこちでアメちゃんを配り歩く。DONちち! (どんちち) の事を、どんちっち と言っている。
- やのぱん

タレント、Cangen sale 交渉人。2013年11月第二週放送分開始の「Cangen sale 交渉人 やのぱん」コーナーを担当。輝く赤い服に金色の蝶ネクタイという派手な姿で、岸和田カンカンの店舗を値切り歩く。
- 柴田綾

タレント。

## 過去の主な出演者
- AD中田(元 テレビ岸和田社員、アシスタントディレクター)

番組開始当初から、岸和田市にあるスポーツ、格闘技 等の団体に所属する子供達と対決するコーナー「AD中田が行く！」で、名やられ役として活躍していたが、2014年8月第5週の公開放送のダンス対決で二連敗を喫したのを最後に、出演者や観客に惜しまれながら、自身の退社を理由にコーナーの最終回を迎えた。出演者の篠原かいしに「幸薄い…」と評されていたが、最終回の公開生中継収録で「AD中田、ほんまに辞めんねん！」と、観客にアピールして最も惜しんでいたのも篠原かいしである。